# حصن نيحا
حصن نيحا أو نيحا البقاعية هُو موقع أثري مُؤلف من بعض المعابد والمباني يقع في أطراف قرية نيحا في لبنان، والتي تحمل قيمة أثرية كبيرة. على الرغم من محدودية أعمال التنقيب التي شهدتها هذه المنطقة، إلا أن بعض العلماء يعتقدون أن المعابد الموجودة في هذا الموقع الأثري كانت تُستخدم من قبل قبيلة سكنت هذه المنطقة خلال فترة الحضارة اليونانية الرومانية. تعرض جُزء كبير من المنطقة للدمار والخراب خلال فترة الحرب الأهلية اللبنانية. يقع حصن نيحا بالقُرب من وادي البقاع، ويمتد على مساحة إجمالية قدرها 550 مترًا وارتفاع بمقدار 1350 متر عن سطح البحر. يُعد الموقع محط اهتمام مُتزايد من العلماء، خُصوصا تواجد هذا العدد المُهم من المقابر به، والذي يوحي أنها كانت تُوزع على الموتى وفقا لترتيبهم الاجتماعي داخل القبيلة أو العشيرة.

## الاكتشاف
ذُكر حصن نيحا لأول مرة في كُتب بعض الرحالة الأوروبيين إبان فترة القرن التاسع عشر. أجرى عالم الأنثروبولوجيا جان ياسمين مُؤخرًا دراسات مُفصلة للمقابر ولهندستها المعمارية، وركز على رسم خرائط ومُخططات للهندسة الداخلية للموقع الأثري. اكتشف جان أيضا خلال دراساته على الموقع مقابر جديدة أُخرى، كما واكتشف رُفاث مبنى داخل الموقع أسماه "المنزل الكبير" (بالفرنسية: La Grande Residence). احتوى هذا المبنى المُكتشف على العديد من القطع الأثرية الفخارية القيمة التي ساعدت علماء الآثار على تطوير المزيد من البحوث والفرضيات حول قيم ومعتقدات السكان الذين سكنوا هذا الموقع خلال تلك الفترة من الزمن.

## الجغرافيا
يقع حصن نيحا عند قاعدة مُنحدر شديد الانحدار بالقُرب من وادي البقاع في قضاء زحلة وسط لبنان، وتُحيط بالموقع حقول زراعية كبيرة لا تزال مُستخدمة حتى اليوم. اكتشف علماء الآثار داخل الموقع ضريحا بداخله معبدين، أحدهما أكبر من الآخر. يحتوي هذا الضريح أيضًا على كنيسة وعلى العديد من الغُرف المُخصصة للعبادة. عُثر أيضا على ضريح آخر أصغر مساحة من الضريح الأول، وعلى مقلعين كبيرين بالقرب من قرية نيحا. اكتُشف أيضا طريق تجاري قديم على طول الوادي، يمتد من الشرق باتجاه نيحا.

### الموقع

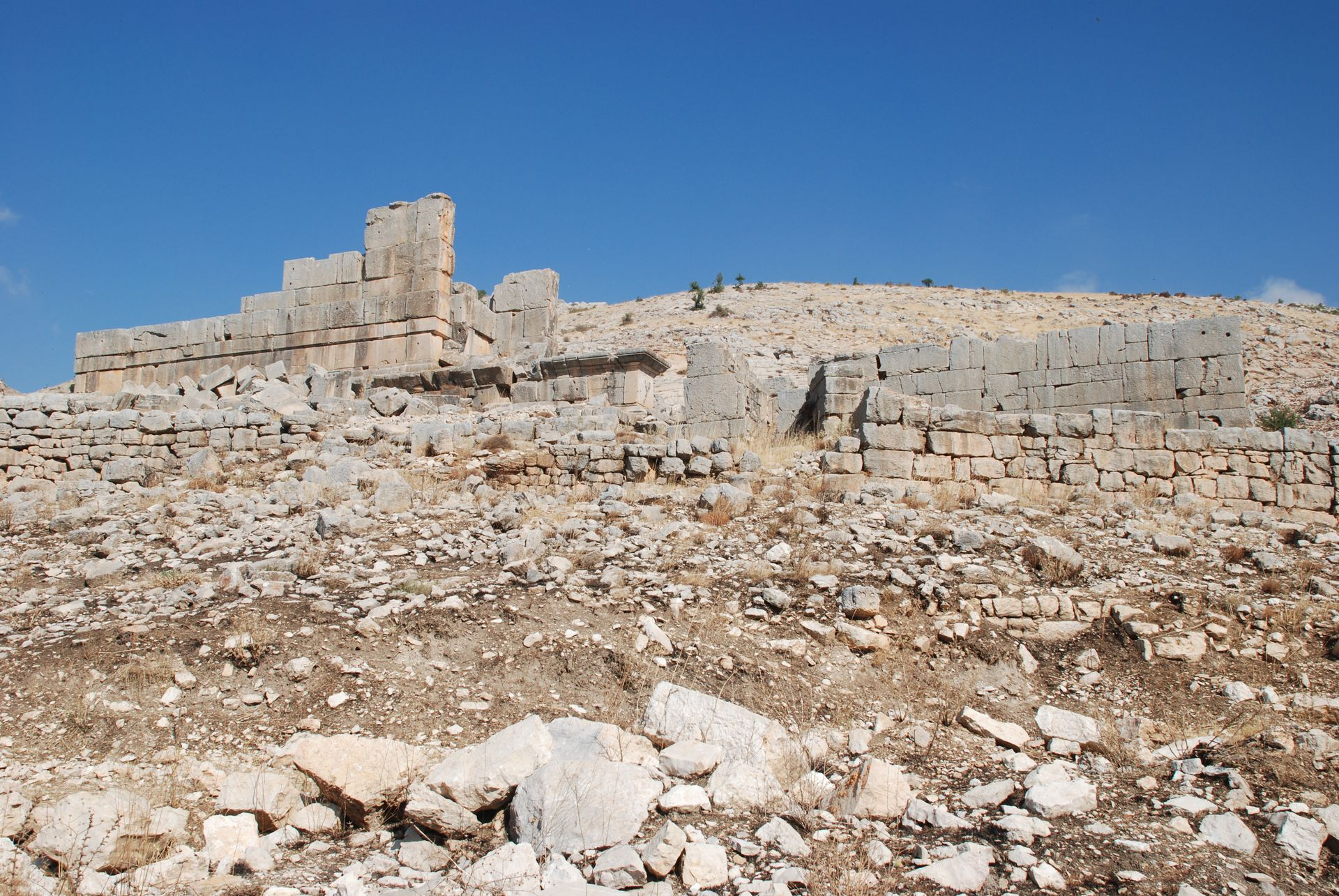
صورة من موقع حُصن نيحا الأثري.

بسبب وجود حصن نيحا على مُنحدر شديد الانحدار، ظلت القرية محمية طوال الوقت، كما كانت تصلها كمية وافرة من أشعة الشمس على مدار النهار. في فترة من الفترات، كان النهر الذي يتدفق عبر القرية يُزود السكان بكمية كافية من المياه. اكتشف علماء الأنثروبولوجيا أيضًا نبعًا في منطقة لا تبعُد كثيرا عن المقابر.
تضرر الموقع قليلا جراء عوامل التعرية، خُصوصا بسبب وجوده على ارتفاع عالٍ وعلى مُنحدر شديد. خلال فصل الشتاء، كانت تنخفض الحرارة إلى درجات مُنخفضة للغاية، كما وكانت تسقُط كميات ثلوج كبيرة. قد يكون لهذه التساقطات الثلجية، حسب العالمين نيوسون ويونغ، دور في إعاقة الطرق التجارية التي كانت تأتي من وإلى القرية.

## الموجودات

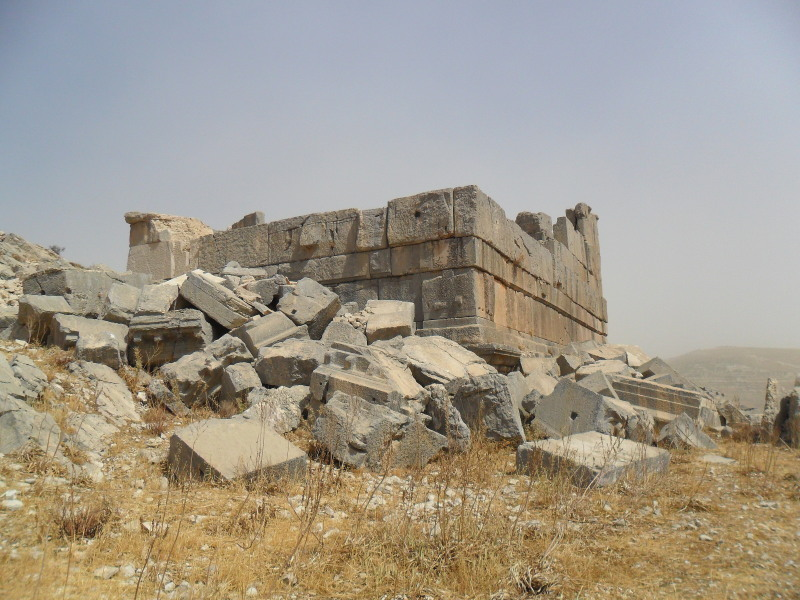
صورة لما تبقى من قلعة حُصن نيحا.

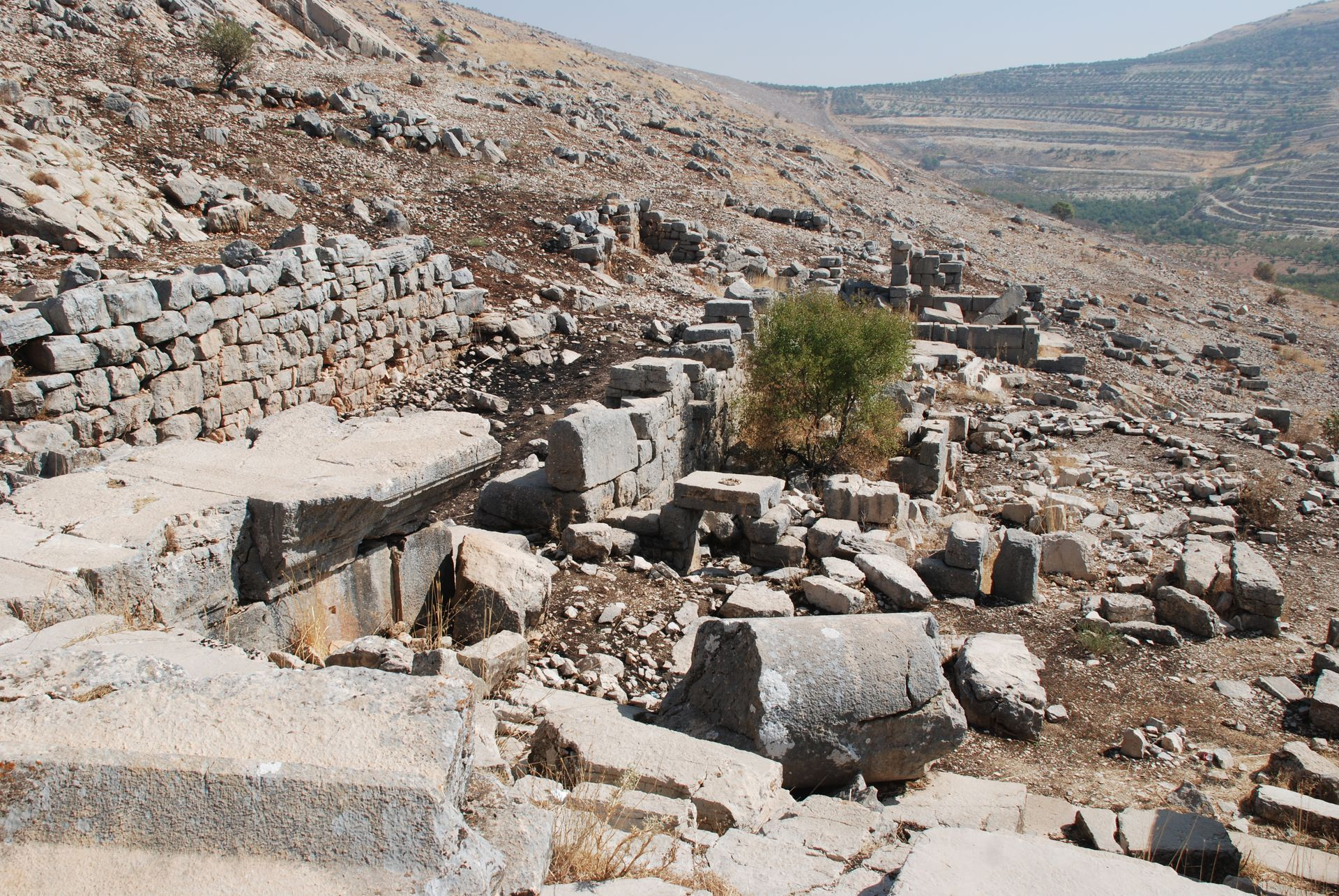
صورة أُخرى لما تبقى من قلعة حُصن نيحا.

تُعد قرية نيحا موطنا لأربعة معابد رومانية قديمو شُيدت بين القرنين الأول والثالث بعد الميلاد (حينها كانت تسمى المنطقة باغوس أوغسطس (بالإنجليزية: Pagus Augustus)) في عهد حُكم الإمبراطور الروماني أغسطس قيصر. يقع المعبدان السفليان على حافة القرية، فيما يقع المعبدان الآخران على ارتفاع حوالي كيلومترين أعلاها في الموقع الذي يُسمى "حُصن نيحا".
يقع معبدا حُصن نيحا على ارتفاع 1400 م (4600 قدم) فوق سطح البحر، كما أن الطريق التي تُوصل لهُما جد صعبة. أشارت الدراسات إلى أن المعبد الصغير هو معبد الإله حادارامس، بينما المعهد الكبير هُو معبد آلهة الجمال والخمر أتارغاتس التي تتجسّد على هيئة إنسان، وتحميه الملكة العذراء أوشيما.
تُشير الدلائل المعمارية التي وُجدت في الموقع الأثري، إلى أن الحصن كان يشغل فعلا دورا دفاعيا وأمنيا عن القرية خلال حقبة العصور الوسطى.
- المعبد الكبير العُلوي ويُسمى أيضا قلعة الحصن:[7] بُني هذا المعبد على منصة بشكل يجعله مُواجها لجهة الشرق، ويتكون من رواق مُكون من أربعة أعمدة تؤدي إلى سيلا، ثم إلى غُرفة سرية في الأعلى. في وقتنا الحالي، ظل جُزء مُهم من المعبد صامدا، كما أن مُعظم جدرانه حالتُها سليمة، لكن أعمدته لم تعُد قائمة. دُمر المذبح الذي كان أمام المعبد لإفساح المجال لكنيسة بيزنطية شُيدت فوقه. للكنيسة ثلاث بلاطات وحنية نصف دائرية في نهايتها الشرقية. لا تزال الأجزاء السفلية من جدران الكنيسة مرئية إلى اليوم.
- المعبد الصغير السفلي: يُطل هذا المعبد على جهة الجنوب، ويتم الوصول له من خلال المُرور عبر درج دُمر جُزء كبير منه حاليا. يصل الدرج إلى رواق به عمودين، ثم إلى سيلا (غُرفة داخلية) صغيرة بها محراب صغير في نهايتها، وقد كان المحراب يضُم تمثالا لآلهة قديمة فيما سبق.

اكتُشفت في المنطقة، على مدار فترة مُهمة من الزمن، عدة مبان قديمة وأوان خزفية ومقابر.

### أواني فخارية
اكتُشفت في الموقع الأثري عدة قطع فخارية أثرية، وقد كان لهذه الاكتشافات وقع مُذهل على دراسات وأبحاث العُلماء، لأنها أعطتهم أفكارا ومعلومات عن الأشخاص الذين سكنوا هذه المنطقة ذات يوم. بعد دراسته لهذه الآثار، تمكن جان ياسمين من تحديد حقبتها الزمنية، وأنها ترجع للقرن الأول الميلادي، وأنها كانت ذات حمولة ثقافية كبيرة. يعتقد العُلماء أيضا، وبفضل هذه القطع الفخارية دائما، أن الموقع فرغ من سُكانه بحُلول القرن السابع الميلادي.

### المقابر
قبل أن يحظى موقع حصن نيحا الأثري باهتمام العُلماء، استهدف اللصوص العديد من هذه المقابر بهدف الحصول على أشياء ذات قيمة يُمكن أن تكون قد دُفنت مع أصحابها. بالإضافة إلى مقبرة قريبة، عثر العُلماء على مجموعة متنوعة أخرى من المقابر، مُكونة من مقابر جماعية وأُخرى فردية وأيضا توابيت حجرية. كانت أغلبية هذه المقابر مقابر صخرية، هذا بالإضافة إلى أن العديد منها كان له مداخل مدمجة فيها، أُنشئت بهدف تمكين الناس من تقديم قرابينهم للموتى.
تضُم مقابر السيست في هذا الموقع الأثري قُبورا متعددة مرتبة بشكل مُترابط معًا. أوحى وجود هذا النوع من تصميم المقابر إلى الاعتقاد بأن هؤلاء الأشخاص قد دُفنوا بالقُرب من بعضهم البعض، لأنهم كانوا من نفس العائلة.

### الأضرحة
يتألف الضريح الموجود بالموقع الأثري من عدة صالات نوم مشتركة وغرف مخصصة للقرابين والطقوس. تحتوي العديد من المذابح الموجودة داخل هذه الغرف على رموز لرؤوس الثيران وأكاليلها، مما يدعم الفرضية القائلة بأن الناس، الذين استوطنوا هذه المنطقة قديما، كانوا يُمارسون طقوس القرابين. يُعتقد أن الغرفة الأكبر حجمًا التي تحتوي على مذابح أكبر، هي غرفة "الرجل الإله"، بينما يعتقد نيوسون بأن الغرفة المُلحقة الأصغر كانت تُخصص عادةً لرفيق الإله أو شريكه.

## أنظر أيضا
- فينيقيا تحت الحكم الروماني
- معابد وادي البقاع